# Passe-moi les jumelles
 (décembre 2018).
Pour les articles homonymes, voir Paju (homonymie).
Passe-moi les jumelles, surnommée « PaJu », est une émission hebdomadaire de la Radio télévision suisse (RTS) créée par Benoît Aymon, Pierre-Pascal Rossi et Claude Delieutraz.
Présentée comme un « magazine de l'évasion, du voyage et des découvertes ici et ailleurs », elle traite principalement de la montagne suisse ou parfois d'autres contrées. Elle explore les domaines de la nature et brosse des portraits purs et objectifs de ce pays aujourd'hui.
Créée en 1993, cette émission est diffusée le vendredi soir sur RTS Un vers 20 h 10.
Matthieu Fournier en est le présentateur, Benoît Aymon le producteur et journaliste ; Esther Heinimann la chargée de production ; Steven Artels et Antoine Plantevin les réalisateurs-producteurs.

## Honneur
L'astéroïde (296820) Paju est nommé d'après l'émission.